# Riedering
Riedering település Németországban, azon belül Bajorországban. Lakosainak száma 5587 fő (2023. december 31.). Riedering Stephanskirchen, Rohrdorf, Frasdorf, Prien am Chiemsee, Rimsting és Bad Endorf községekkel határos.

## Népesség
A település népessége az elmúlt években az alábbi módon változott:
| Lakosok száma | 424  | 1291 | 1692 | 4336 | 5456 | 5492 | 5579 | 5534 | 5541 | 5587 |
|               | 1875 | 1950 | 1975 | 1987 | 2012 | 2014 | 2016 | 2017 | 2021 | 2023 |